# 애아흘레오현
애아흘레오현(베트남어: Huyện Ea H'leo / 縣亞赫遼)은 베트남 중부 고원 지방 닥락성의 현이다.

## 행정 구역
애아흘레오현은 1시진, 11사를 관할하고 있다.

### 시진
- 애아즈랑 시진 (Thị trấn Ea Drăng, 亞热讓市鎭)

### 사
- 끄아뭉 사 (Xã Cư A Mung, 格阿芒社)
- 끄못 사 (Xã Cư Mốt, 格摩社)
- 들리에양 사 (Xã Dliê Yang, 热勒楊社)
- 애아햐오 사 (Xã Ea Hiao, 亞好社)
- 애아흘레오 사 (Xã Ea H'leo, 亞赫遼社)
- 애아칼 사 (Xã Ea Khal, 亞卡社)
- 애아남 사 (Xã Ea Nam, 亞南社)
- 애아랄 사 (Xã Ea Ral, 亞拉社)
- 애아솔 사 (Xã Ea Sol, 亞索社)
- 애아띠 사 (Xã Ea Tir, 亞特社)
- 애아위 사 (Xã Ea Wy, 亞威社)